# Гутьеррес, Томас
Томас Гутьеррес (исп. Tomás Gutiérrez; 7 марта 1817, Huancarqui District, Арекипа — 26 июля 1872, Лима) — перуанский военный и политический деятель, руководил страной в течение четырёх дней с 22 по 26 июля 1872 года, после организованного им переворота и смещения с поста президента Хосе Бальты.
Подходил конец срока президентства Хосе Бальты, выборы нового президента уже прошли и на них победил Мануэль Пардо, а не Антонио Аренас, на которого рассчитывал Хосе Бальта. Впервые в истории Перу победил гражданский чиновник (Пардо был главным налоговым инспектором Перу и не служил в армии). Томас Гутьеррес предложил Хосе Бальте совершить переворот, оперевшись на него и его братьев, также служивших в армии, и остаться у власти. Но Бальта отказался от этого плана, что было довольно необычно для Перу того времени.
После отказа Бальты Гутьеррес 22 июля сам отстранил действующего президента от власти и провозгласил себя Верховным Главнокомандующим Перу. В тот же день Гутьеррес арестовал Бальту, после чего в народе начались волнения. Гутьерреса не поддержали многие военные и весь военно-морской флот, который обратился к нации с призывом не подчиняться заговорщикам. 26 июля в результате беспорядков был убит брат Томаса Сильвестр Гутьеррес, после чего другой брат, Марселино Гутьеррес, отдал приказ казнить бывшего президента Бальту. Как только распространилось известие о казни арестованного президента, неистовствовавшая толпа атаковала крепость короля Филиппа в Кальяо, где был убит один из братьев Гутьеррес. Разъярённые сторонники Бальты ворвалась в президентский дворец, линчевали Томаса Гутьерреса и повесили его тело на одной из башен собора Лимы. Таким образом, Перу в один день лишилось сразу двоих своих руководителей. Из братьев Гутьеррес в этих событиях выжил только Марселино.